# Ficinia trollii
Ficinia trollii là loài thực vật có hoa trong họ Cói. Loài này được (Kük.) Muasya & D.A.Simpson mô tả khoa học đầu tiên năm 2000.